# Lecania prasinoides
Lecania prasinoides är en lavart som beskrevs av Elenkin. Lecania prasinoides ingår i släktet Lecania och familjen Ramalinaceae.  Arten är reproducerande i Sverige. Inga underarter finns listade i Catalogue of Life.